# Теплінський Марко Веніамінович
Марко Веніаміновіч Теплінський (14 вересня 1924, Полтава — 19 квітня 2012, Івано-Франківськ) — відомий в Україні та за її межами літературознавець, доктор філологічних наук, професор.

## Біографія
Марко Веніамінович Теплінський народився 14 вересня 1924 року в Полтаві. 1947 року закінчив з відзнакою філологічний факультет Ленінградського університету, де навчався у таких філологів-літературознавців, як Г. О. Гуковський, В. О. Десніцький, Г. А. Бялий, Б. В. Томашевський, Б. М. Ейхенбаум та ін. Він вихованець відомої у літературознавстві історико-літературної школи, яку очолював В. Є. Євгеньєв-Максимов. Саме під керівництвом В. Є. Євгеньєва-Максимова написав і 1951 року захистив у Ленінградському (нині Санкт-Петербурзькому) університеті кандидатську дисертацію на тему: «Творческая история поэмы Н. Некрасова „Современники“». У 1966 році видав фундаментальну монографію «„Отечественные записки“ (1868—1884). История журнала. Литературная критика», яку наступного 1967 року захистив у Пушкінському Домі (Інституті російської літератури АН СРСР, м. Ленінград) як дисертацію на здобуття ученого ступеня доктора філологічних наук.
З 1947 по 1953 роки працював спочатку асистентом, а пізніше старшим викладачем кафедри літератури Петрозаводського учительського інституту (Карелія), з 1953 по 1970 роки — завідувачем кафедри російської і зарубіжної літератури Южно-Сахалінського державного педагогічного інституту.
На Прикарпаття приїхав 1970 року і з цього ж часу і до 1992 року займав посаду завідувача кафедри російської і зарубіжної літератури Івано-Франківського педагогічного інституту ім. В. С. Стефаника, будучи першим доктором наук в історії цього навчального закладу. З 1992 до 2012 року — професор кафедри світової літератури Прикарпатського університету ім. Василя Стефаника.
Помер М. В. Теплінський 19 квітня 2012 року в Івано-Франківську. Похований на Чукалівському міському кладовищі.

## Наукова діяльність
М. В. Теплінський — відомий сьогодні в Україні та за її межами літературознавець, автор більше 200 наукових і науково-методичних робіт, серед яких монографії, книги, посібники, підручники, наукові й науково-методичні статті, рецензії тощо. Його праці друкувалися у провідних фахових виданнях колишнього Радянського Союзу, України, Росії, Польщі. Він був членом редколегій журналів «Зарубіжна література в навчальних закладах», «Всесвітня література і культура в навчальних закладах України» (Київ), «Информационный вестник Форума русистов Украины» (Сімферополь), збірників наукових статей «Науковий вісник Чернівецького торгово-економічного інституту. Гуманітарні науки. Філологія» (Чернівці), «Вопросы русской литературы» (Сімферополь).
Основна сфера наукових інтересів М. В. Теплінського — історія російської літератури і журналістики XIX століття, українська література кінця ХІХ — початку XX століття, історія українсько-російських літературних зв'язків, проблеми шкільного викладання літератури та створення навчальної літератури для учнів і вчителів-словесників.